# Park Place
Park Place – wieżowiec budowany w Dubaju w Zjednoczonych Emiratach Arabskich. Budynek ma 234 m wysokości i 56 pięter.